# دانیل پاندل
دانیل پاندل (فرانسوی: Daniel Pandèle‎؛ زادهٔ ۲۴ دسامبر ۱۹۶۱) دوچرخه‌سوار اهل فرانسه است.